# Norveška ženska softbolska reprezentacija
Norveška ženska softbolska reprezentacija predstavlja državu Norvešku u športu softbolu.
Krovna organizacija: 

## Sudjelovanja na EP
- Rovereto 1979.: nisu sudjelovale
- Haarlem 1981.: nisu sudjelovale
- Parma 1983.: nisu sudjelovale
- Antwerpen/Anvers 1984.: nisu sudjelovale
- Antwerpen/Anvers 1986.: nisu sudjelovale
- Hørsholm 1988.: nisu sudjelovale
- Genova 1990.: nisu sudjelovale
- Bussum 1992.: nisu sudjelovale
- Settimo Torinese 1995.: 13.
- divizija "B", Prag 1997.: 6.
- divizija "B", Antwerpen/Anvers 1999.: 9.
- divizija "B", Beč 2001.: nisu sudjelovale
- divizija "B", Caronno, Pertusella-Saronno, Italija 2003.: nisu sudjelovale
- divizija "B", Prag 2005.: nisu sudjelovale
- divizija "B", Zagreb 2007.: nisu sudjelovale